# قائمة أقاليم رومانيا

خريطة رومانيا مع التقسيمات الإدارية

أقاليم رومانيا التاريخية (9 أقاليم) والمقاطعات (41 مقاطعة)، يضم كل أقليم:
- بانات :(تيميش وكاراش سيفيرين)
- بوكوفينا : (سوتشافا وبوتوشاني)
- ترانسيلفانيا : (كوفاسنا, براشوف, سيبيو, هونيدوارا, البا, كلوج, سالاج, بيستريتسا ناساوود, موريش وهارغيتا)
- دبروجة : (كونستانتسا وتولتشا)
- كريشانا : (اراد وبيهور)
- ماراموريش : (ماراموريش وساتو ماري)
- مولدوفا : (ياش, فاسلوي, غالاتس, فرانتشا, باكاو, ونيامتس)
- مونتينيا : (بوخارست, ايلفوف, براهوفا, جورجيو, بوزاو, ارجيش, كالاراش, ايالوميتسا, برايلا, تيليورمان, وديمبوفيتسا)
- أولتينيا : (أولت, دولج, ميهيدينتس, غورج, وفالتشا)

انظر أيضاً قائمة مدن رومانيا